# Sankt Peter-Ording

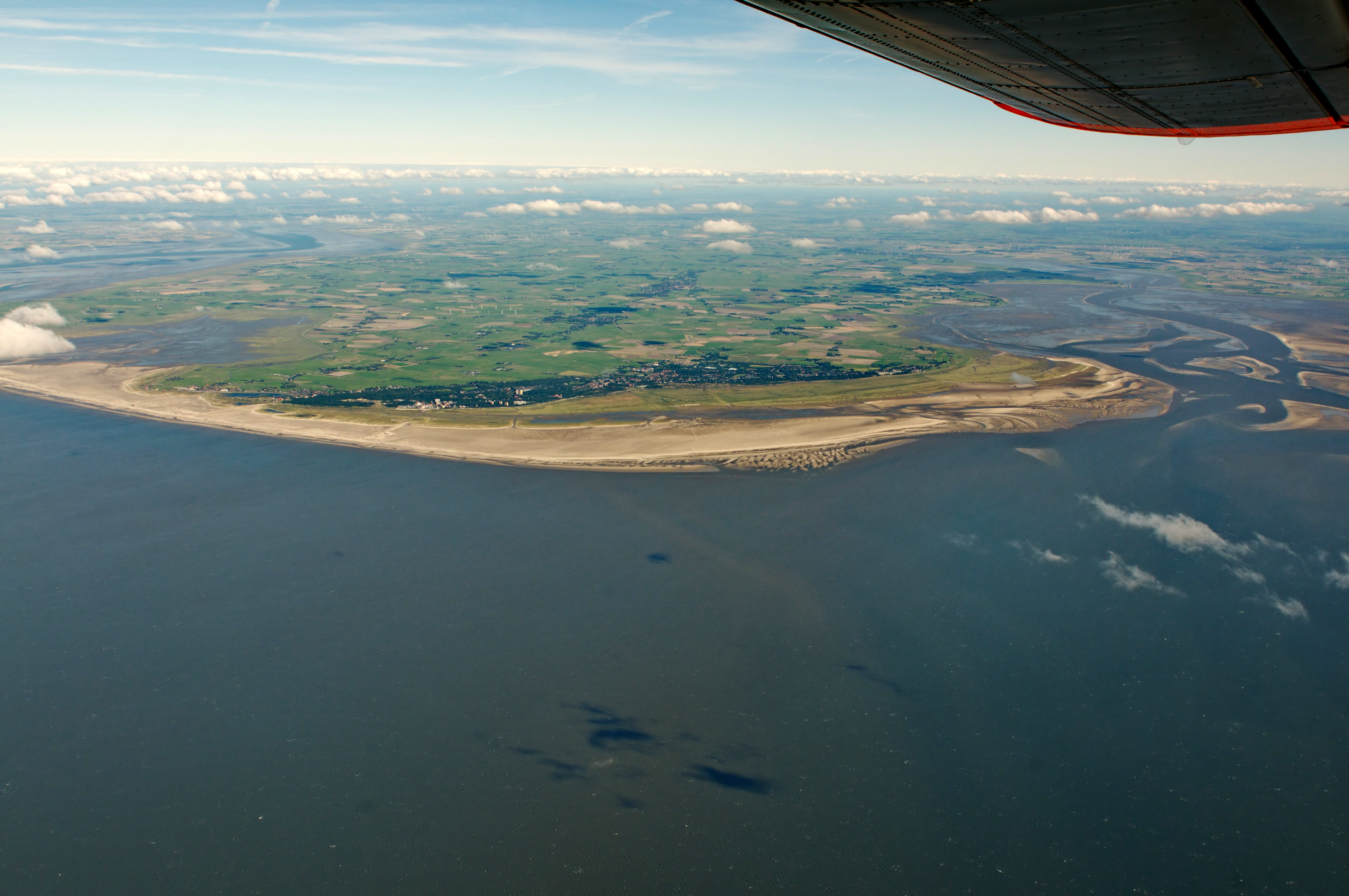
St. Peter-Ording

Sankt Peter-Ording là một đô thị thuộc huyện Nordfriesland, bang Schleswig-Holstein, Đức.